# Campeonato Europeu de Futebol de 2024 – Grupo C
O Grupo C do Campeonato Europeu de Futebol de 2024 ocorreu entre 16 a 25 de junho de 2024. O grupo incluía Eslovênia, Dinamarca, Sérvia e Inglaterra.

## Classificação
| Pos | Equipe     | Pts | J | V | E | D | GP | GC | SG | Classificado     |
| --- | ---------- | --- | - | - | - | - | -- | -- | -- | ---------------- |
| 1   | Inglaterra | 5   | 3 | 1 | 2 | 0 | 2  | 1  | +1 | Oitavas de final |
| 2   | Dinamarca  | 3   | 3 | 0 | 3 | 0 | 2  | 2  | 0  | Oitavas de final |
| 3   | Eslovênia  | 3   | 3 | 0 | 3 | 0 | 2  | 2  | 0  | Oitavas de final |
| 4   | Sérvia     | 2   | 3 | 0 | 2 | 1 | 1  | 2  | −1 | Eliminado        |

1. 1 2  Pontos disciplinares: Dinamarca −6, Eslovênia −7.

Nas oitavas de final
- O vencedor do Grupo C avançará para enfrentar o terceiro colocado do Grupo D , Grupo E ou Grupo F.
- O vice-campeão do Grupo C avançará para enfrentar o vencedor do Grupo A.
- O terceiro colocado do Grupo C poderá avançar para enfrentar o vencedor do Grupo E ou do Grupo F.

## Partidas

### Eslovénia x Dinamarca
| 16 de junho de 2024 | Eslovênia | 1 – 1     | Dinamarca   | MHPArena, Stuttgart                         |
| 18:00               | Janža 77' | Relatório | Eriksen 17' | Público: 54 000 Árbitro: SUI Sandro Schärer |

| '' | Eslovênia | Dinamarca | '' |

| GK             | 1  | Jan Oblak            |     |       |
| RB             | 2  | Žan Karničnik        |     |       |
| CB             | 21 | Vanja Drkušić        |     |       |
| CB             | 6  | Jaka Bijol           |     |       |
| LB             | 13 | Erik Janža           |     |       |
| RM             | 20 | Petar Stojanović     | 54' | 67'   |
| CM             | 22 | Adam Gnezda Čerin    |     |       |
| CM             | 10 | Timi Elšnik          |     | 76'   |
| LM             | 17 | Jan Mlakar           |     | 76'   |
| CF             | 9  | Andraž Šporar        |     | 90+5' |
| CF             | 11 | Benjamin Šeško       |     | 90+5' |
| Substituições: |    |                      |     |       |
| MF             | 7  | Benjamin Verbič      |     | 67'   |
| MF             | 5  | Jon Gorenc Stanković |     | 76'   |
| FW             | 19 | Žan Celar            | 84' | 76'   |
| MF             | 14 | Jasmin Kurtić        |     | 90+5' |
| DF             | 23 | David Brekalo        |     | 90+5' |
| Treinador:     |    |                      |     |       |
| Matjaž Kek     |    |                      |     |       |

| GK              | 1  | Kasper Schmeichel     |     |     |
| CB              | 6  | Andreas Christensen   |     |     |
| CB              | 2  | Joachim Andersen      |     |     |
| CB              | 3  | Jannik Vestergaard    |     |     |
| RM              | 18 | Alexander Bah         |     |     |
| CM              | 21 | Morten Hjulmand       | 49' | 89' |
| CM              | 23 | Pierre-Emile Højbjerg |     | 83' |
| LM              | 17 | Victor Kristiansen    |     | 79' |
| AM              | 10 | Christian Eriksen     |     |     |
| CF              | 19 | Jonas Wind            |     | 83' |
| CF              | 9  | Rasmus Højlund        |     | 83' |
| Substituições:  |    |                       |     |     |
| DF              | 5  | Joakim Mæhle          |     | 79' |
| FW              | 20 | Yussuf Poulsen        |     | 83' |
| FW              | 12 | Kasper Dolberg        |     | 83' |
| MF              | 15 | Christian Nørgaard    |     | 83' |
| MF              | 8  | Thomas Delaney        |     | 89' |
| Treinador:      |    |                       |     |     |
| Kasper Hjulmand |    |                       |     |     |

| Homem do Jogo: Christian Eriksen Bandeirinhas: Stéphane de Almeida Bekim Zogaj Quarto Árbitro: Donatas Rumšas Quinto Árbitro: Aleksandr Radiuš Árbitro assistente de vídeo: Fedayi San Árbitros assistentes de árbitro de vídeo: Bartosz Frankowski Tomasz Kwiatkowski |

### Sérvia x Inglaterra
| 16 de junho de 2024 | Sérvia | 0 – 1     | Inglaterra     | Veltins-Arena, Gelsenkirchen                |
| 21:00               |        | Relatório | Bellingham 13' | Público: 48 953 Árbitro: ITA Daniele Orsato |

| '' | Sérvia | Inglaterra | '' |

| GK               | 1                | Predrag Rajković        |     |     |
| CB               | 13               | Miloš Veljković         |     |     |
| CB               | 4                | Nikola Milenković       |     |     |
| CB               | 2                | Strahinja Pavlović      |     |     |
| DM               | 6                | Nemanja Gudelj          | 39' | 46' |
| CM               | 20               | Sergej Milinković-Savić |     |     |
| CM               | 22               | Saša Lukić              | 61' |     |
| RW               | 14               | Andrija Živković        | 74' |     |
| LW               | 11               | Filip Kostić            | 43' |     |
| SS               | 7                | Dušan Vlahović          |     |     |
| CF               | 9                | Aleksandar Mitrović     | 61' |     |
| Substituições:   |                  |                         |     |     |
| DF               | 25               | Filip Mladenović        | 43' |     |
| MF               | 17               | Ivan Ilić               | 46' |     |
| FW               | 8                | Luka Jović              | 61' |     |
| MF               | 10               | Dušan Tadić             | 75' | 61' |
| MF               | 26               | Veljko Birmančević      | 74' |     |
| Treinador:       |                  |                         |     |     |
| Dragan Stojković | Dragan Stojković | Dragan Stojković        | 83' |     |

| GK               | 1  | Jordan Pickford        |     |
| RB               | 2  | Kyle Walker            |     |
| CB               | 5  | John Stones            |     |
| CB               | 6  | Marc Guéhi             |     |
| LB               | 12 | Kieran Trippier        |     |
| CM               | 8  | Trent Alexander-Arnold | 69' |
| CM               | 4  | Declan Rice            |     |
| RW               | 7  | Bukayo Saka            | 76' |
| AM               | 10 | Jude Bellingham        | 86' |
| LW               | 11 | Phil Foden             |     |
| CF               | 9  | Harry Kane             |     |
| Substituições:   |    |                        |     |
| MF               | 16 | Conor Gallagher        | 69' |
| FW               | 20 | Jarrod Bowen           | 76' |
| MF               | 26 | Kobbie Mainoo          | 86' |
| Treinador:       |    |                        |     |
| Gareth Southgate |    |                        |     |

| Homem do Jogo: Jude Bellingham Bandeirinhas: Ciro Carbone Alessandro Giallatini Quarto Árbitro: Ivan Kružliak Quinto Árbitro: Branislav Hancko Árbitro assistente de vídeo: Massimiliano Irrati Árbitros assistentes de árbitro de vídeo: Paolo Valeri Cătălin Popa |

### Eslovénia x Sérvia
| 20 de junho de 2024 | Eslovênia     | 1 – 1     | Sérvia      | Allianz Arena, Munique                     |
| 15:00               | Karničnik 69' | Relatório | Jović 90+5' | Público: 63 028 Árbitro: ROM István Kovács |

| '' | Eslovénia | Sérvia | '' |

| GK             | 1  | Jan Oblak            |       |       |
| RB             | 2  | Žan Karničnik        |       |       |
| CB             | 21 | Vanja Drkušić        |       |       |
| CB             | 6  | Jaka Bijol           |       |       |
| LB             | 13 | Erik Janža           | 87'   |       |
| RM             | 20 | Petar Stojanović     |       | 76'   |
| CM             | 22 | Adam Gnezda Čerin    |       |       |
| CM             | 10 | Timi Max Elšnik      |       | 90+1' |
| LM             | 17 | Jan Mlakar           |       | 64'   |
| CF             | 9  | Andraž Šporar        |       |       |
| CF             | 11 | Benjamin Šeško       |       | 76'   |
| Substituições: |    |                      |       |       |
| MF             | 5  | Jon Gorenc Stanković |       | 64'   |
| MF             | 7  | Benjamin Verbič      |       | 76'   |
| FW             | 18 | Žan Vipotnik         | 90+4' | 76'   |
| DF             | 23 | David Brekalo        |       | 90+1' |
| Treinador:     |    |                      |       |       |
| Matjaž Kek     |    |                      |       |       |

| GK               | 1  | Predrag Rajković        |       |     |
| CB               | 13 | Miloš Veljković         |       |     |
| CB               | 4  | Nikola Milenković       |       |     |
| CB               | 2  | Strahinja Pavlović      |       |     |
| CM               | 17 | Ivan Ilić               |       |     |
| CM               | 22 | Saša Lukić              | 54'   | 64' |
| RW               | 14 | Andrija Živković        |       | 82' |
| AM               | 10 | Dušan Tadić             |       | 82' |
| LW               | 25 | Filip Mladenović        | 25'   | 46' |
| CF               | 7  | Dušan Vlahović          |       | 64' |
| CF               | 9  | Aleksandar Mitrović     |       |     |
| Substituições:   |    |                         |       |     |
| MF               | 21 | Mijat Gaćinović         | 90+3' | 46' |
| MF               | 20 | Sergej Milinković-Savić |       | 64' |
| FW               | 8  | Luka Jović              | 90+2' | 64' |
| MF               | 26 | Veljko Birmančević      |       | 82' |
| MF               | 19 | Lazar Samardžić         |       | 82' |
| Treinador:       |    |                         |       |     |
| Dragan Stojković |    |                         |       |     |

| Homem do Jogo: Žan Karničnik Bandeirinhas: Vasile Marinescu Mihai Ovidiu Artene Quarto árbitro: Espen Eskås Quinto árbitro: Jan Erik Engan Árbitro assistente de vídeo: Pol van Boekel Árbitros assistentes de árbitro de vídeo: Rob Dieperink Marco Fritz |

### Dinamarca x Inglaterra
| 20 de junho de 2024 | Dinamarca    | 1 – 1     | Inglaterra | Deutsche Bank Park, Frankfurt                  |
| 18:00               | Hjulmand 34' | Relatório | Kane 18'   | Público: 46 177 Árbitro: POR Artur Soares Dias |

| '' | Dinamarca | Inglaterra | '' |

| GK              | 1  | Kasper Schmeichel     |     |     |
| CB              | 2  | Joachim Andersen      |     |     |
| CB              | 6  | Andreas Christensen   |     |     |
| CB              | 3  | Jannik Vestergaard    | 27' |     |
| RM              | 5  | Joakim Mæhle          | 73' |     |
| CM              | 21 | Morten Hjulmand       |     | 82' |
| CM              | 23 | Pierre-Emile Højbjerg |     |     |
| LM              | 17 | Victor Kristiansen    |     | 57' |
| AM              | 10 | Christian Eriksen     |     | 82' |
| CF              | 9  | Rasmus Højlund        |     | 67' |
| CF              | 19 | Jonas Wind            |     | 57' |
| Substituições:  |    |                       |     |     |
| MF              | 14 | Mikkel Damsgaard      |     | 57' |
| DF              | 18 | Alexander Bah         |     | 57' |
| FW              | 20 | Yussuf Poulsen        |     | 67' |
| MF              | 15 | Christian Nørgaard    | 87' | 82' |
| FW              | 11 | Andreas Skov Olsen    |     | 82' |
| Treinador:      |    |                       |     |     |
| Kasper Hjulmand |    |                       |     |     |

| GK               | 1  | Jordan Pickford        |     |     |
| RB               | 2  | Kyle Walker            |     |     |
| CB               | 5  | John Stones            |     |     |
| CB               | 6  | Marc Guéhi             |     |     |
| LB               | 12 | Kieran Trippier        |     |     |
| CM               | 8  | Trent Alexander-Arnold |     | 54' |
| CM               | 4  | Declan Rice            |     |     |
| RW               | 7  | Bukayo Saka            |     | 70' |
| AM               | 10 | Jude Bellingham        |     |     |
| LW               | 11 | Phil Foden             |     | 69' |
| CF               | 9  | Harry Kane             |     | 69' |
| Substituições:   |    |                        |     |     |
| MF               | 16 | Conor Gallagher        | 61' | 54' |
| FW               | 20 | Jarrod Bowen           |     | 69' |
| FW               | 19 | Ollie Watkins          |     | 69' |
| FW               | 21 | Eberechi Eze           |     | 70' |
| Treinador:       |    |                        |     |     |
| Gareth Southgate |    |                        |     |     |

| Homem do Jogo: Pierre-Emile Højbjerg Bandeirinhas: Paulo Soares Pedro Ribeiro Quarto árbitro: Mykola Balakin Quinto árbitro: Oleksandr Berkut Árbitro assistente de vídeo: Tiago Martins Árbitros assistentes de árbitro de vídeo: Alejandro Hernández Hernández Juan Martínez Munuera |

### Inglaterra x Eslovénia
| 25 de junho de 2024 | Inglaterra | 0 – 0     | Eslovênia | RheinEnergieStadion, Colônia                |
| 21:00               |            | Relatório |           | Público: 41 536 Árbitro: FRA Clément Turpin |

| '' | Inglaterra | Eslovênia | '' |

| GK               | 1  | Jordan Pickford |     |     |
| RB               | 2  | Kyle Walker     |     |     |
| CB               | 5  | John Stones     |     |     |
| CB               | 6  | Marc Guéhi      | 68' |     |
| LB               | 12 | Kieran Trippier | 17' |     |
| CM               | 16 | Conor Gallagher |     | 46' |
| CM               | 4  | Declan Rice     |     |     |
| RW               | 7  | Bukayo Saka     |     | 71' |
| AM               | 10 | Jude Bellingham |     |     |
| LW               | 11 | Phil Foden      | 77' | 89' |
| CF               | 9  | Harry Kane      |     |     |
| Substituições:   |    |                 |     |     |
| MF               | 26 | Kobbie Mainoo   |     | 46' |
| MF               | 24 | Cole Palmer     |     | 71' |
| FW               | 18 | Anthony Gordon  |     | 89' |
| Treinador:       |    |                 |     |     |
| Gareth Southgate |    |                 |     |     |

| GK             | 1  | Jan Oblak            |     |       |
| RB             | 2  | Žan Karničnik        |     |       |
| CB             | 21 | Vanja Drkušić        |     |       |
| CB             | 6  | Jaka Bijol           | 72' |       |
| LB             | 13 | Erik Janža           | 22' | 90+1' |
| CM             | 22 | Adam Gnezda Čerin    |     |       |
| CM             | 10 | Timi Max Elšnik      |     |       |
| RM             | 20 | Petar Stojanović     |     |       |
| LM             | 17 | Jan Mlakar           |     | 86'   |
| CF             | 9  | Andraž Šporar        |     | 86'   |
| CF             | 11 | Benjamin Šeško       |     | 75'   |
| Substituições: |    |                      |     |       |
| FW             | 26 | Josip Iličić         |     | 75'   |
| MF             | 5  | Jon Gorenc Stanković |     | 86'   |
| FW             | 19 | Žan Celar            |     | 86'   |
| DF             | 3  | Jure Balkovec        |     | 90+1' |
| Treinador:     |    |                      |     |       |
| Matjaž Kek     |    |                      |     |       |

| Homem do Jogo: Adam Gnezda Čerin Bandeirinhas: Nicolas Danos Benjamin Pagès Quarto árbitro: Halil Umut Meler Quinto árbitro: Mustafa Emre Eyisoy Árbitro assistente de vídeo: Jérôme Brisard Árbitros assistentes de árbitro de vídeo: Willy Delajod Rob Dieperink |

### Dinamarca x Sérvia
| 25 de junho de 2024 | Dinamarca | 0 – 0     | Sérvia | Allianz Arena, Munique                         |
| 21:00               |           | Relatório |        | Público: 64 288 Árbitro: FRA François Letexier |

| '' | Dinamarca | Sérvia | '' |

| GK              | 1  | Kasper Schmeichel     |     |     |
| CB              | 2  | Joachim Andersen      |     |     |
| CB              | 6  | Andreas Christensen   |     |     |
| CB              | 3  | Jannik Vestergaard    |     |     |
| RM              | 18 | Alexander Bah         |     | 77' |
| CM              | 21 | Morten Hjulmand       | 30' | 77' |
| CM              | 23 | Pierre-Emile Højbjerg |     |     |
| LM              | 5  | Joakim Mæhle          |     |     |
| AM              | 10 | Christian Eriksen     |     | 88' |
| CF              | 9  | Rasmus Højlund        |     | 59' |
| CF              | 19 | Jonas Wind            | 27' | 46' |
| Substituições:  |    |                       |     |     |
| FW              | 11 | Andreas Skov Olsen    |     | 46' |
| FW              | 12 | Kasper Dolberg        |     | 59' |
| MF              | 8  | Thomas Delaney        |     | 77' |
| DF              | 17 | Victor Kristiansen    |     | 77' |
| FW              | 20 | Yussuf Poulsen        |     | 88' |
| Treinador:      |    |                       |     |     |
| Kasper Hjulmand |    |                       |     |     |

| GK               | 1  | Predrag Rajković        |     |     |
| CB               | 13 | Miloš Veljković         |     |     |
| CB               | 4  | Nikola Milenković       | 4'  |     |
| CB               | 2  | Strahinja Pavlović      |     |     |
| RM               | 16 | Srđan Mijailović        |     | 73' |
| CM               | 17 | Ivan Ilić               |     | 67' |
| CM               | 6  | Nemanja Gudelj          |     | 46' |
| LM               | 14 | Andrija Živković        |     |     |
| AM               | 19 | Lazar Samardžić         |     | 46' |
| AM               | 22 | Saša Lukić              |     | 87' |
| CF               | 9  | Aleksandar Mitrović     | 83' |     |
| Substituições:   |    |                         |     |     |
| FW               | 8  | Luka Jović              |     | 46' |
| MF               | 10 | Dušan Tadić             |     | 46' |
| FW               | 7  | Dušan Vlahović          |     | 67' |
| DF               | 25 | Filip Mladenović        |     | 73' |
| MF               | 20 | Sergej Milinković-Savić |     | 87' |
| Treinador:       |    |                         |     |     |
| Dragan Stojković |    |                         |     |     |

| Homem do Jogo: Christian Eriksen Bandeirinhas: Cyril Mugnier Mehdi Rahmouni Quarto árbitro: Donatas Rumšas Quinto árbitro: Aleksandr Radiuš Árbitro assistente de vídeo: Bastian Dankert Árbitros assistentes de árbitro de vídeo: Fedayi San Pol van Boekel |

## Disciplina
Os pontos de fair play serão usados como desempate se o confronto direto e os registros gerais das equipes estiverem empatados (e se a disputa de pênaltis não for aplicável como desempate). Estes são calculados com base nos cartões amarelos e vermelhos recebidos em todas as partidas do grupo da seguinte forma:
- cartão amarelo = 1 ponto
- cartão vermelho como resultado de dois cartões amarelos = 3 pontos
- cartão vermelho direto = 3 pontos
- cartão amarelo seguido de cartão vermelho direto = 4 pontos

Apenas uma das deduções acima será aplicada a um jogador em uma única partida.
| Team       | Rodada 1                      | Rodada 1                          | Rodada 1 | Rodada 1             | Rodada 2                      | Rodada 2                          | Rodada 2 | Rodada 2             | Rodada 3                      | Rodada 3                          | Rodada 3 | Rodada 3             | Pontos |
| Team       | Penalizado com cartão amarelo | Penalizado · Penalizado · Expulso | Expulso  | Penalizado · Expulso | Penalizado com cartão amarelo | Penalizado · Penalizado · Expulso | Expulso  | Penalizado · Expulso | Penalizado com cartão amarelo | Penalizado · Penalizado · Expulso | Expulso  | Penalizado · Expulso | Pontos |
| ---------- | ----------------------------- | --------------------------------- | -------- | -------------------- | ----------------------------- | --------------------------------- | -------- | -------------------- | ----------------------------- | --------------------------------- | -------- | -------------------- | ------ |
| Inglaterra |                               |                                   |          |                      | 1                             |                                   |          |                      | 3                             |                                   |          |                      | –4     |
| Dinamarca  | 1                             |                                   |          |                      | 3                             |                                   |          |                      | 2                             |                                   |          |                      | –6     |
| Eslovênia  | 3                             |                                   |          |                      | 2                             |                                   |          |                      | 2                             |                                   |          |                      | –7     |
| Sérvia     | 3                             |                                   |          |                      | 4                             |                                   |          |                      | 2                             |                                   |          |                      | –9     |